# Ludwig Hasenzahl
Ludwig Hasenzahl (né le 13 juin 1876 à Erbach et mort le 1er avril 1950 à Bad König) est un homme politique allemand (SPD).

## Biographie
Après avoir étudié à l'école primaire, Hasenzahl apprend le métier de la sculpture sur ivoire de 1890 à 1893. Il étudie à l'école technique d'Erbach pendant quatre semestres. Ensuite, il voyage "à l'étranger" pendant quelques années pour une formation complémentaire. Hasenzahl est ensuite retourné dans son pays natal, où il s'installe comme artisan. En 1908, Hasenzahl, qui est membre du SPD depuis les années 1890, devient membre du conseil municipal d'Erbach. De 1912 à 1918, il est membre de la 6e circonscription du grand-duché de Hesse (Bensheim (de)-Erbach) au Reichstag.
Dans le 116e régiment d'infanterie (de) à Gießen de 1897 à 1899, il participe à la Première Guerre mondiale avec divers bataillons de Landsturm de janvier 1915 à février 1916.
Après la révolution de novembre 1918, Hasenzahl devient président du conseil des ouvriers et des soldats d'Erbach. De janvier 1919 à juin 1920, il est membre de l'Assemblée nationale de Weimar. Après des conflits internes, Hasenzahl est expulsé du SPD en 1922. Après cela, il n'est plus apparu en public.